# 星斑梳龟甲
星斑梳龟甲（学名：Aspidomorpha miliaris）也称大黑星龜金花蟲，为叶甲科梳龟甲属的一种昆虫，体长约10～16毫米，圆形，棕黄至棕红色，背面中部隆起，周边平坦，边缘色淡透明。主要寄主为旋花科、马鞭草科、木兰科植物。主要分布的地区包括东南亚以及印度

## 延伸阅读
- Oudhia, P. and Ganguli, J. (1999). Outbreak of Tortoise beetle Aspidomorpha miliaris F. (Coleoptera; Chrysomelidae) in Chhattisgarh plains. Insect Environment 5(3): 110-111.